# 1-hepteen
1-hepteen (oude benaming: 1-heptyleen), vaak afgekort aangeduid als hepteen, is een organische verbinding uit de stofklasse der alkenen (meer bepaald de alfa-alkenen) en heeft als brutoformule C7H14. Hepteen bevat een dubbele koolstof-koolstofbinding en hoort daarmee dus tot de onverzadigde verbindingen. In zuivere toestand is het een kleurloze en bijna reukloze ontvlambare vloeistof, die onoplosbaar is in water.

## Isomeren
Van 1-hepteen is een groot aantal structuurisomeren bekend:
- lineaire isomeren: 2-hepteen, 3-hepteen
- vertakte isomeren: onder andere 2-methyl-1-hexeen, 3-methyl-1-hexeen, 4-methyl-1-hexeen, 5-methyl-1-hexeen, 2,3-dimethyl-1-penteen, 2,4-dimethyl-1-penteen, 3,3-dimethyl-1-penteen

Commercieel verkrijgbaar hepteen is een isomerenmengsel met een kookpunt van ongeveer 90°C. 1-hepteen wordt gebruikt als additief in smeermiddelen, als katalysator en als oppervlakte-actieve stof.

## Voorkomen
1-hepteen is een van de producten van de petrochemische industrie en komt als bestanddeel in benzine voor. In zeer kleine hoeveelheden wordt het door de bloesems van appels, abrikozen, zoete kersen en pruimen afgegeven.

## Toepassingen
1-hepteen wordt als uitgangsstof in een aantal synthesen gebruikt, bijvoorbeeld als comonomeer in de bereiding van polyethyleen en de synthese van lineaire aldehyden. Daarbij wordt eerst een hydroformylering uitgevoerd waarbij octanal ontstaat. Aansluitende reductie tot 1-octanol, gevolgd door een dehydratie leidt tot vorming van 1-octeen. Jaarlijks wordt op deze wijze 100.000 ton geproduceerd.